# Giovanni Boccati

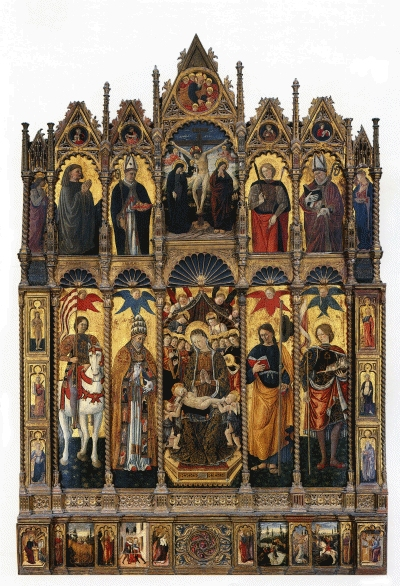
Polyptyque (1468), église Sant'Eustachio à Belforte del Chienti.

Giovanni di Pier Matteo Boccati da Camerino, plus simplement Giovanni Boccati (Camerino, 1420 - après 1480) est un peintre italien de style gothique, originaire des Marches et, connu et actif en Ombrie de 1444 à 1480. 

## Biographie
Accompagné de Giovanni Angelo d'Antonio, son compatriote de Camerino, ils partent d'Urbino en janvier 1443, pour Florence à l'atelier de Fra Filippo Lippi pour un travail sur un de ses retables.
En 1444, revenu de Florence, pour Pérouse, Giovanni Boccati obtient en octobre la citoyenneté de la ville.
Il réalise aux environs de 1447 un retable polyptyque destiné à l'église San Domenico, la célèbre Madonna del Pergolato (Madone à la tonnelle, 186,5 cm × 248 cm) commandé par la Confraternita dei Disciplinati di San Domenico pour la somme de 250 florins. L'œuvre représente la Vierge et l'Enfant Jésus, assis sur un trône et entourés de manière symétrique par des anges musiciens et chanteurs, ainsi que par quatre saints qui sont en fait les quatre Docteurs de l'Église romaine. De gauche à droite, on peut identifier saint Ambroise, saint Jérôme (avec le chapeau rouge des cardinaux), saint Grégoire et saint Augustin.
Il quitte la ville pour Padoue, vraisemblablement avec Girolamo di Giovanni, qui y est documenté en 1450.
Il revient à Camerino en 1451 pour les noces de Giulio Cesare da Varano et de Giovanna Malatesta.
En 1467, Frédéric III de Montefeltro le commissionne pour les fresques d'une salle de la nouvelle aile, (Camera Picta dans le Palazzo Ducale à Urbino.
De nouveau à Camerino, en 1465, comme l'atteste un acte du notaire Antonio Pascucci, il y termine trois ans plus tard son polyptyque de Belforte Del Chienti. 
En 1480, il est à Pérouse, pour deux tableaux dans les églises S. Benedetto sotto S. Nicolò de Celle et S. Salvatore Pozzagli. 
En décembre de la même année, il cède en location un terrain de ses propriétés.
Aucune information n'est disponible sur la date de sa mort.

## Œuvres
- Couronnement de la Vierge, travail sur un retable de Fra Filippo Lippi en janvier  1443, à Florence pour l'église Sant'Ambrogio
- Crucifixion", vers 1470, Ca' d'Oro, Galerie Giorgio Franchetti, Venise'[3]
- Madonna del Pergolato (1447), retable polyptyque, Galleria Nazionale dell'Umbria à  Pérouse
- La Vierge et l'Enfant sur un trône entre des anges et deux putti, musée Fesch, Ajaccio
- Polyptyque (1468), église paroissiale Sant'Eustachio à Belforte del Chienti
- Saint Sabin conversant avec saint Benoît, Huile sur toile (1473) conservée au Musée National de Catalogne, Barcelone.
- Deux panneaux : Saint Antoine de Padoue et sainte Claire d’Assise, et Saint Jean de Prato et saint Georges, 1445-48, Pinacothèque vaticane
- Le Miracle de Saint Savino au banquet du Roi Totila, 1473, Palais de la Ville métropolitaine de Bari.
- Adoration des Mages, vers 1470, Sinebrychoff Art Museum, Helsinki
- Portrait d’un frère, attribué à Giovanni Boccati, Musée d’Art de Ponce à Porto Rico
- Madone trônant au milieu de Saint Juvenal, Saint Sabin, Saint Augustin, Saint Jérôme et six anges, Musée des Beaux-Arts de Budapest

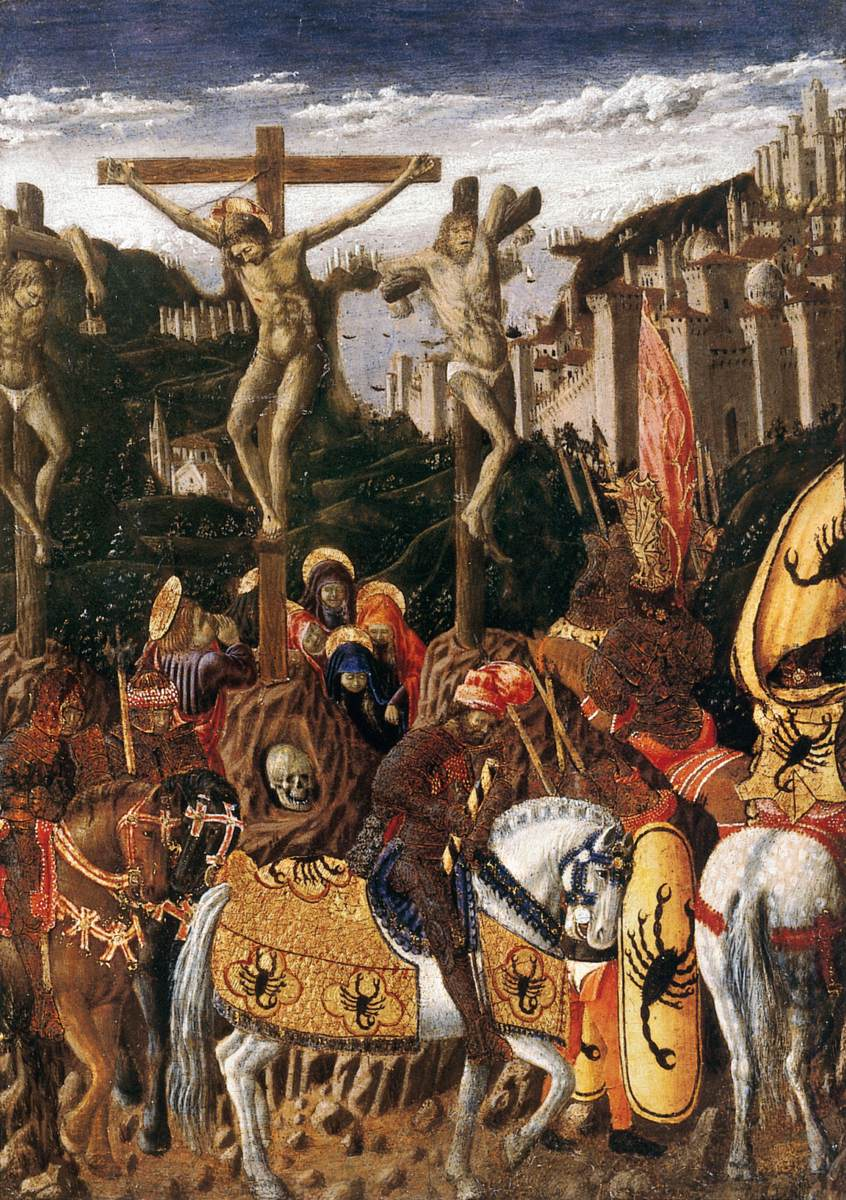
Crucifixion
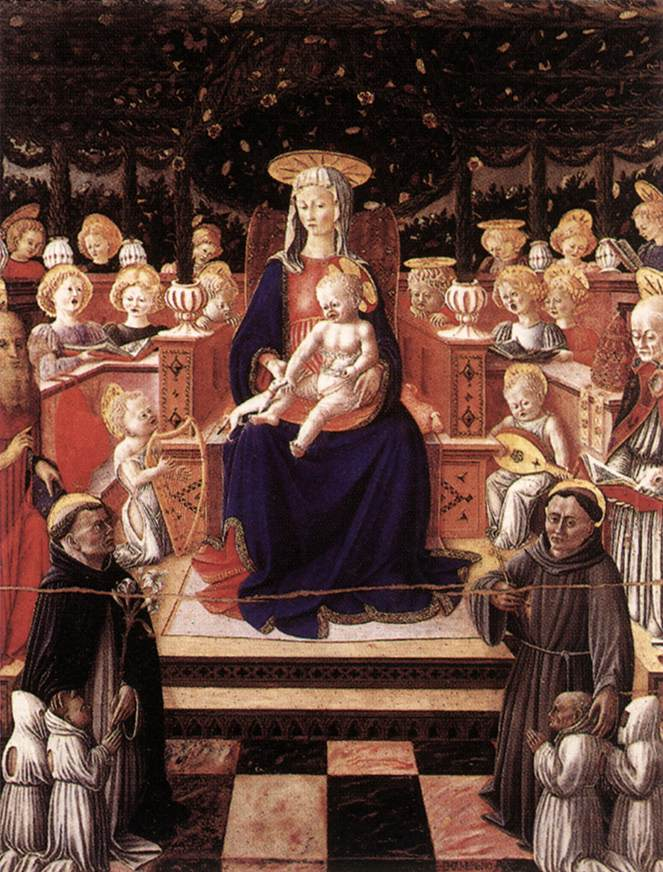
Madone à l’Enfant avec Anges et Saints
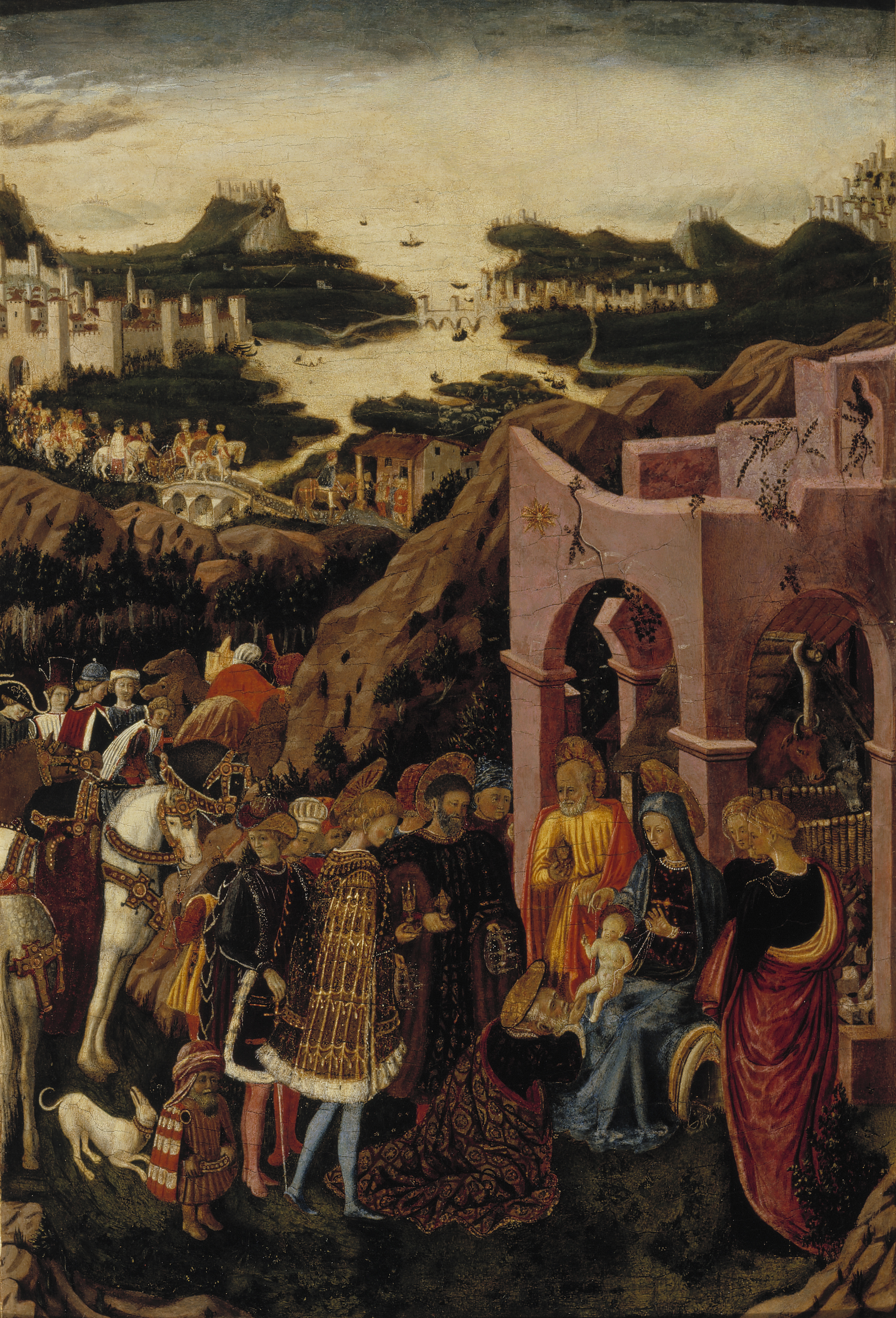
Détail de l’Adoration des Mages
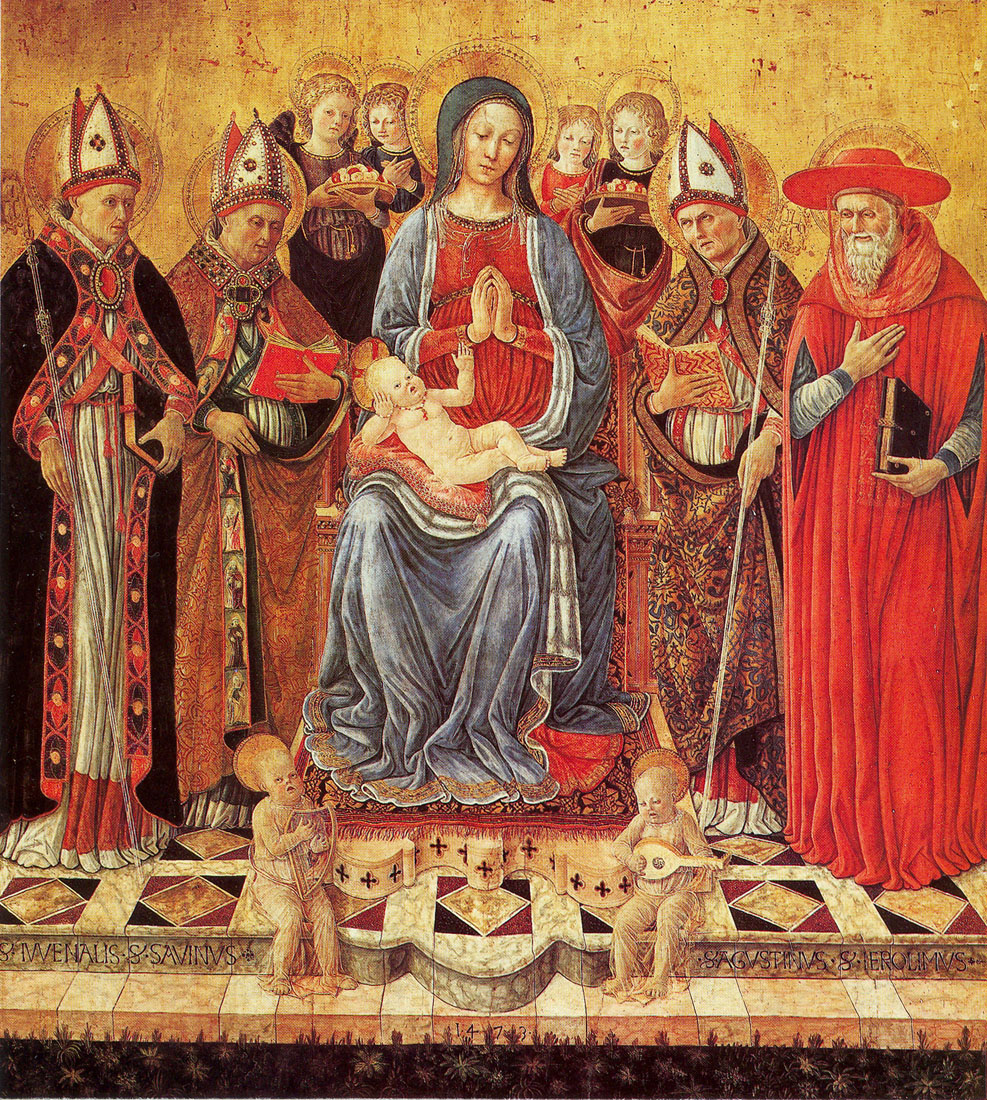
Vierge à l’Enfant avec Evêques et Saints
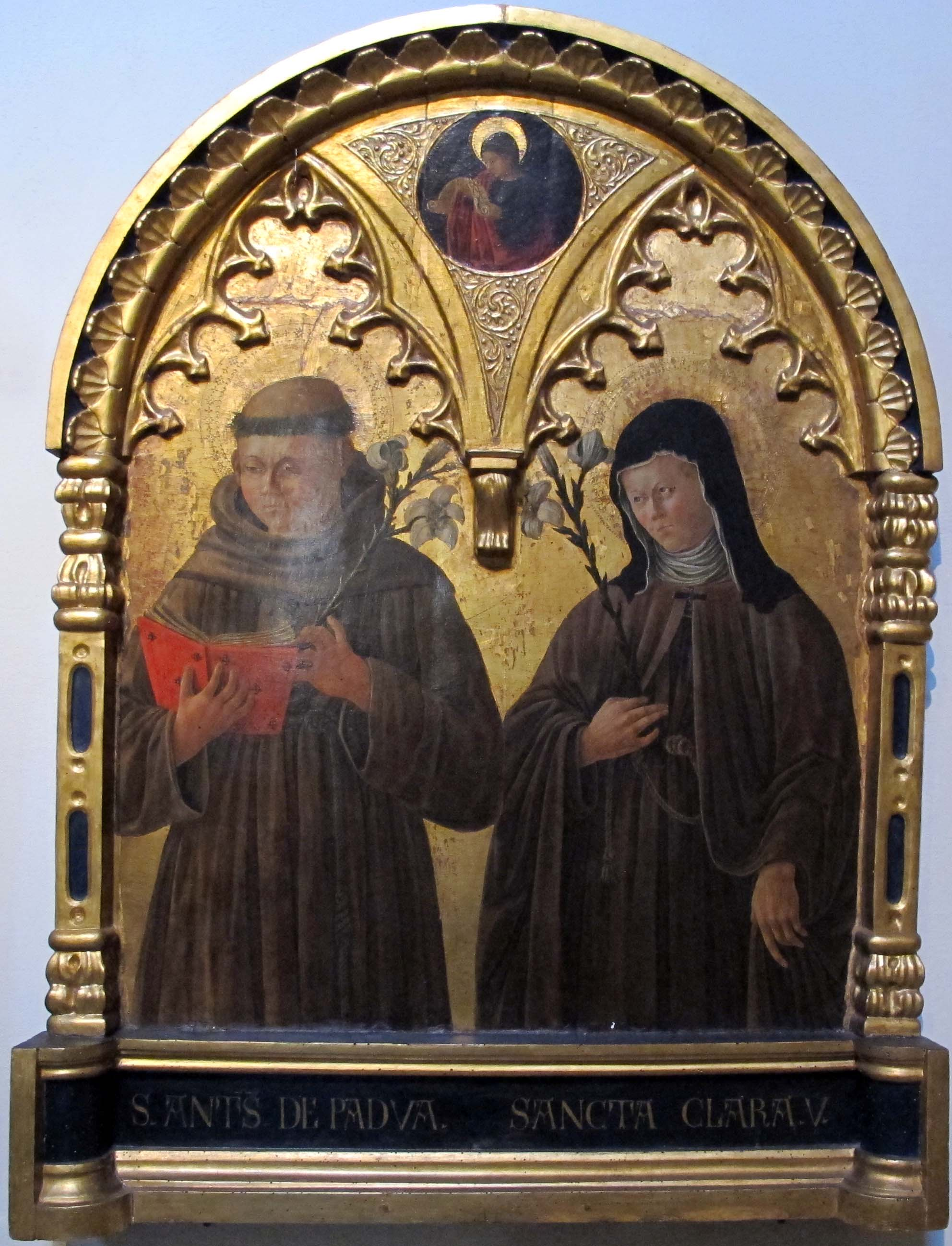
Saint Antoine de Padoue et sainte Claire, 1445/48, Camerino
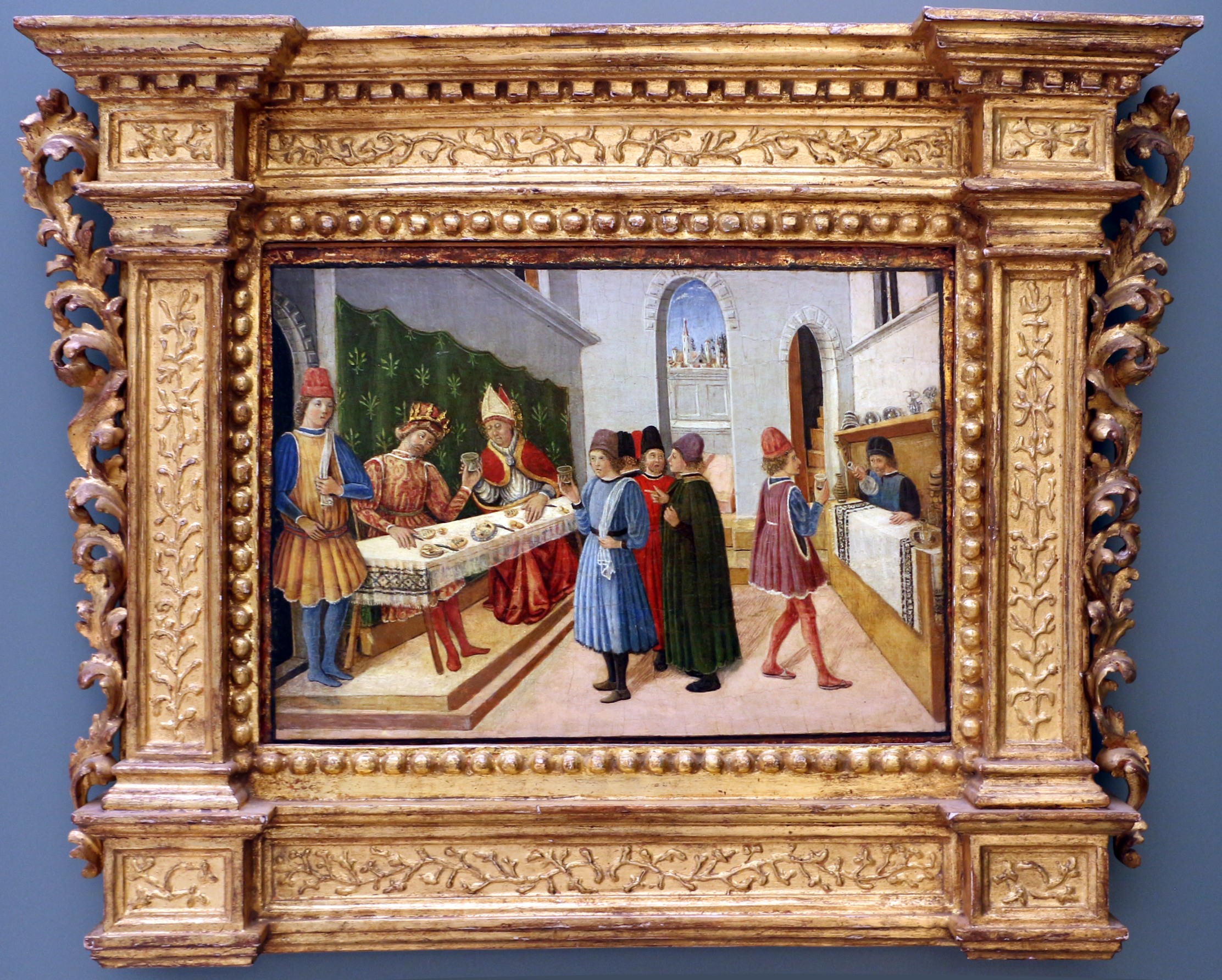
Banquet du Roi Totila (Miracle de Sans Savino), 1473
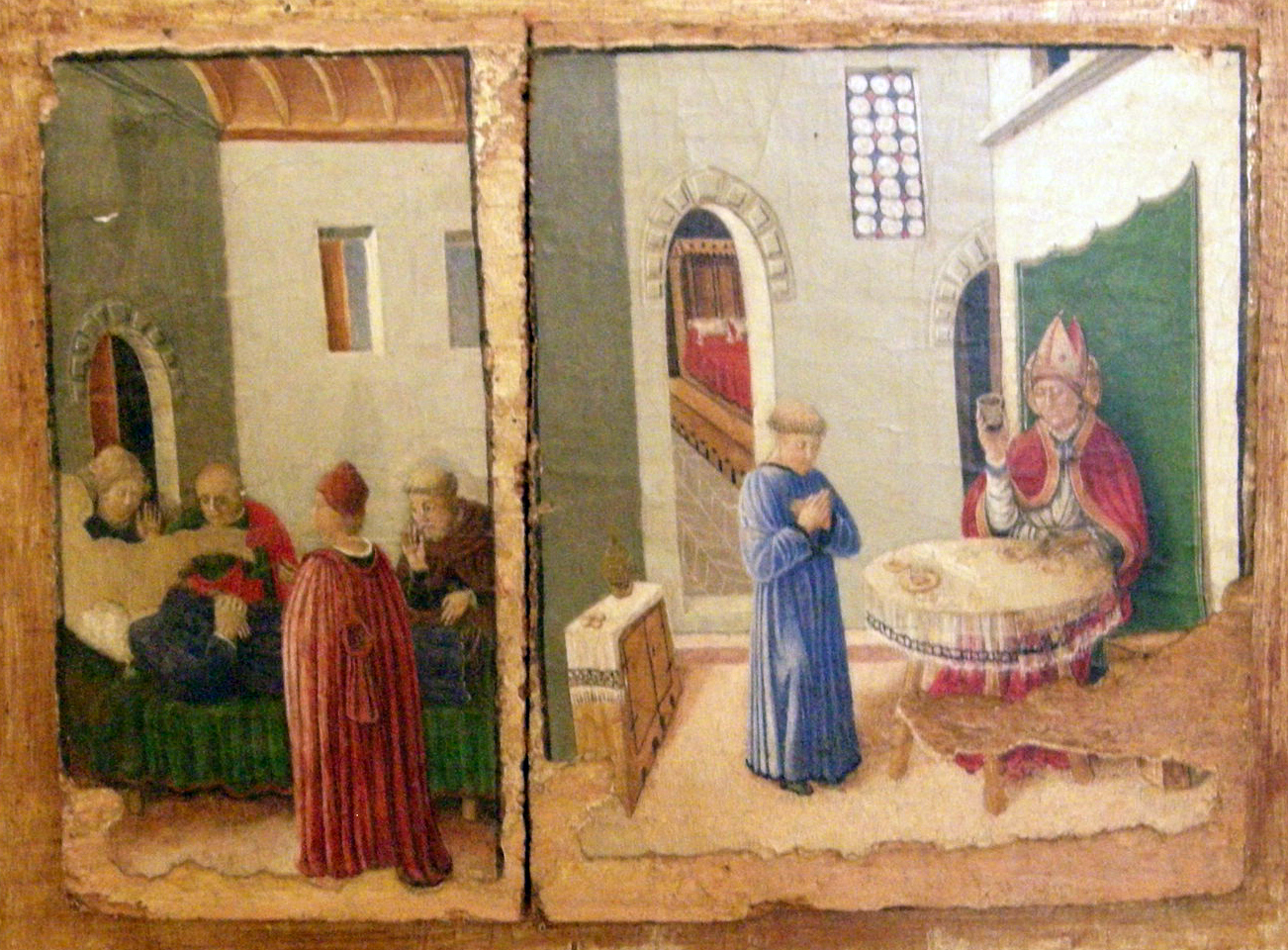
Histoire de San Savino, empoisonnement du saint et mort.
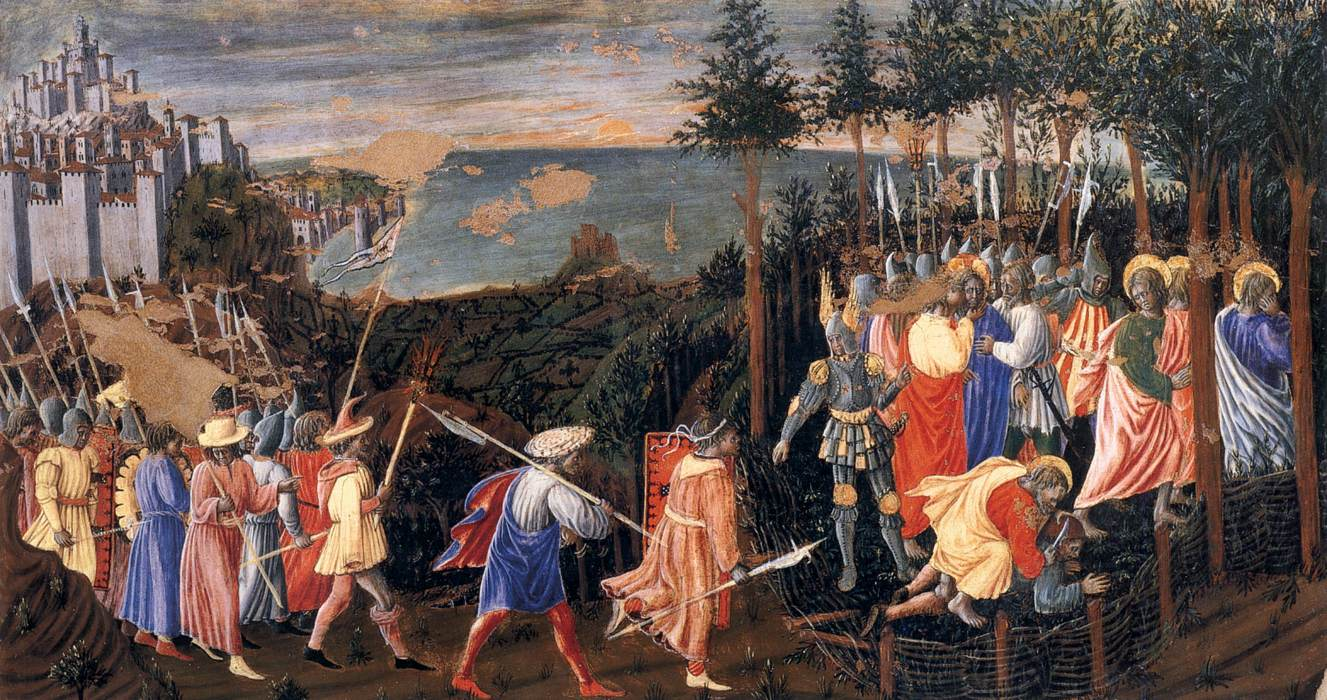
L’Arrestation du Christ

## Liens
- Peintres nés dans les Marches